# The Ghost Busters
The Ghost Busters is een Amerikaanse kinderserie uit 1975. De serie werd geproduceerd door Filmation en liep 1 seizoen van 15 afleveringen.
De show werd uitgebracht op dvd in april 2007 door Brentwood Home Video.

## Verhaal
De serie draait om twee detectives, genaamd Jake Kong en Eddie Spencer, die samen met hun huisdiergorilla Tracy bovennatuurlijke zaken onderzoeken.
Elke aflevering volgt een vaste formule. Aan het begin stoppen Spencer en Tracy bij een winkel om een bandopname op te halen waar hun missie voor die aflevering op staat (een parodie op Mission: Impossible) Deze band is altijd verborgen in een doorsnee voorwerp zoals een fiets, typemachine of schilderij. De tape eindigt altijd met de woorden dat het bericht zichzelf zal vernietigen, waarna de tape in Tracy’s gezicht ontploft. Vervolgens begint het drietal met hun onderzoek, dat hen steevast eerst naar het mysterieuze oude kasteel buiten de stad brengt. Na een klopjacht komen de Ghost Busters uiteindelijk oog in oog te staan met de geest van die aflevering, en vernietigen hem met de Ghost Dematerializer.
De primaire humor in de serie was slapstick.

## Ghostbusters-franchise
De serie is niet verbonden met de Ghostbusters-film uit 1984, noch de hierop gebaseerde franchise. Wel kreeg de serie in 1986 een spin-off in de vorm van de animatieserie Filmation's Ghostbusters.

## Afleveringen
- The Maltese Monkey
- Dr. Whatshisname
- The Canterville Ghost
- Who's Afraid of the Big Bad Wolf?
- The Flying Dutchman
- The Dummy's Revenge
- A Worthless Gauze
- Which Witch is Which?
- They Went Thataway
- The Vampire's Apprentice
- Jekyll & Hyde-Together, For the First Time!
- Only Ghosts Have Wings
- The Vikings Have Landed
- Merlin, the Magician
- The Abominable Snowman